# TMEM126B
TMEM126B (англ. Transmembrane protein 126B) – білок, який кодується однойменним геном, розташованим у людей на короткому плечі 11-ї хромосоми. Довжина поліпептидного ланцюга білка становить 230 амінокислот, а молекулярна маса — 25 943.
| 10         |  | 20         |  | 30         |  | 40         |  | 50         |
| ---------- |  | ---------- |  | ---------- |  | ---------- |  | ---------- |
| MVVFGYEAGT |  | KPRDSGVVPV |  | GTEEAPKVFK |  | MAASMHGQPS |  | PSLEDAKLRR |
| PMVIEIIEKN |  | FDYLRKEMTQ |  | NIYQMATFGT |  | TAGFSGIFSN |  | FLFRRCFKVK |
| HDALKTYASL |  | ATLPFLSTVV |  | TDKLFVIDAL |  | YSDNISKENC |  | VFRSSLIGIV |
| CGVFYPSSLA |  | FTKNGRLATK |  | YHTVPLPPKG |  | RVLIHWMTLC |  | QTQMKLMAIP |
| LVFQIMFGIL |  | NGLYHYAVFE |  | ETLEKTIHEE |  |            |  |            |

A: Аланін

C: Цистеїн

D: Аспарагінова кислота

E: Глутамінова кислота

F: Фенілаланін

G: Гліцин

H: Гістидин

I: Ізолейцин

K: Лізин

L: Лейцин

M: Метіонін

N: Аспарагін

P: Пролін

Q: Глутамін

R: Аргінін

S: Серин

T: Треонін

V: Валін

W: Триптофан

Кодований геном білок за функціями належить до шаперонів, фосфопротеїнів. 
Задіяний у такому біологічному процесі, як альтернативний сплайсинг. 
Локалізований у мембрані, мітохондрії.